# Efecte Pigmalió
L'efecte Pigmalió és un mecanisme pel qual un resultat s'apropa a les expectatives prèvies perquè inconscientment s'ha modificat la conducta perquè així sigui. El nom ve del mite de Pigmalió i la seva estàtua. Segons aquest efecte, una persona espera un resultat concret, que depèn en part d'altres persones o factors externs. La creença que l'obtindrà fa que modifiqui la manera de comportar-se i, llavors, altera aquests factors externs; així, és molt probable que acabi succeint en contra de les possibilitats inicials.
L'efecte Pigmalió ha estat molt estudiat en educació i els esports. Si un professor creu que un alumne traurà bones notes, aquest les acaba obtenint, però no sols perquè tingui més capacitat o s'esforci més, sinó perquè el mestre modifica la seva conducta, avaluant de manera subjectiva, premiant excessivament els encerts, donant-li un tracte preferent... També s'anomena profecia autocomplerta.
L'efecte Pigmalió es pot identificar de les següents formes:
- Cas en el qual una persona aconsegueix el que es proposava prèviament a causa de la creença que pot aconseguir-ho.
- "Les expectatives i previsions dels professors sobre la forma en què es desenvoluparan els alumnes, determinen precisament les conductes que els professors esperaven." (Rosenthal i Jacobson).
- Una profecia autocomplerta és una expectativa que incita a les persones a actuar de tal forma que fa que l'expectativa finalment esdevingui certa.

## Tipus
Efecte Pigmalió positiu o Efecte Pigmalió pròpiament dit: produeix un efecte positiu sobre el subjecte, de forma que referma i millora l'aspecte sobre el qual incideix l'efecte, provocant un augment de l'autoestima del subjecte i de l'aspecte en concret.
Efecte Pigmalió negatiu o Efecte Gòlem: produeix que l'autoestima del subjecte disminueixi i que l'aspecte sobre el qual s'actua disminueixi o fins i tot desaparegui.

## Origen
L'efecte Pigmalió té el seu origen en un mite grec, en el qual un escultor anomenat Pigmalió (Πυγμαλίων en grec antic) es va enamorar d'una de les seves creacions: Galatea. Tan intensa era la seva passió per l'escultura que la tractava com si fos una dona real, com si estigués viva. El mite continua quan l'escultura pren vida després d'un somni de Pigmalió, per obra d'Afrodita, en veure l'amor que aquest sentia per l'estàtua, que representava a la dona dels seus somnis.
Aquest fet es va anomenar efecte Pigmalió, ja que va superar el que esperava de si mateix i en creure que l'estàtua era viva aquesta va arribar efectivament a estar-ho.
Igualment el terme també troba el seu origen en l'obra de teatre Pigmalió de George Bernard Shaw.